# Episodi di Saiyuki Reload Blast

Logo nella sigla d'apertura.

Di seguito vengono elencati gli episodi della serie di animazione giapponese Saiyuki Reload Blast tratto dall'omonimo manga di Kazuya Minekura, e sequel di Saiyuki Reload Gunlock. Gli episodi sono stati trasmessi in Giappone su AT-X e Tokyo MX dal 5 luglio 2017 al 20 settembre 2017.  In tutto il mondo, ad eccezione dell'Asia, gli episodi sono trasmessi in streaming in simulcast, anche coi sottotitoli in lingua italiana, da Crunchyroll.

## Lista episodi
| Nº | Titolo italiano Giapponese 「Kanji」 - Rōmaji  | In onda           | In onda |
| Nº | Titolo italiano Giapponese 「Kanji」 - Rōmaji  | Giapponese        |         |
| 1  | Vento impetuoso 「突風」 - Toppū               | 5 luglio 2017     |         |
| 2  | Coltre di nubi 「雲鏡」 - Kumo Kyō             | 12 luglio 2017    |         |
| 3  | Esequie del cielo 「天葬」 - Tensō             | 19 luglio 2017    |         |
| 4  | Nataku 「哪吒」 - Nataku                       | 26 luglio 2017    |         |
| 5  | Banchetto sotto il ciliegio 「花宴」 - Hana en | 2 agosto 2017     |         |
| 6  | La promessa 「約束」 - Yakusoku                | 9 agosto 2017     |         |
| 7  | Koten 「恒天」 - Kōten                         | 16 agosto 2017    |         |
| 8  | La barriera 「結界」 - Kekkai                  | 23 agosto 2017    |         |
| 9  | Lo scontro 「邂逅」 - Kaigō                    | 30 agosto 2017    |         |
| 10 | Ordine supremo 「勅命」 - Chokumei             | 6 settembre 2017  |         |
| 11 | L'assalto 「襲撃」 - Shūgeki                   | 13 settembre 2017 |         |
| 12 | Sfida al cielo 「背天」 - Se ten               | 20 settembre 2017 |         |